# John Edmund Gardner
John Edmund Gardner (* 20. November 1926 in North East England; † 3. August 2007 in Basingstoke, Großbritannien) war ein britischer Schriftsteller und insbesondere Autor von Thrillern.

## Leben
Im Zweiten Weltkrieg diente er bereits 1943, im Alter von kaum 17 Jahren, bei der Luftwaffe und wurde 1944 für einige Monate in die Royal Navy eingezogen. Später wurde er Priester und war als Vikar in Eversham tätig. Nach sieben Jahren diente er als Kaplan in der Royal Air Force. 1959 verfasste er sein erstes Buch. Von 1959 bis 1964 war er journalistisch als Theaterkritiker aktiv.
Gardner war zweimal verheiratet. Der ersten Ehe, die von 1952 bis 1997 dauerte, entstammen drei Kinder; 2004 heiratete Gardner eine alte Jugendfreundin.
International bekannt wurde Gardner, indem er als offizieller James-Bond-Autor die Nachfolge von Ian Fleming antrat. Im Oktober 1980 wurde seine Bond-Autorenschaft der Öffentlichkeit bekannt gegeben. Im Mai des darauf folgenden Jahres veröffentlichte er mit Kernschmelze seinen ersten Roman der Reihe. Insgesamt verfasste er im Zeitraum von 1981 bis 1996 vierzehn James-Bond-Romane, von denen inzwischen alle ins Deutsche übersetzt wurden. Für die Drehbücher zu den Filmen GoldenEye und Lizenz zum Töten schrieb er die Romanfassungen.

## Werke

### Boysie Oakes Romane (novel)
- The Liquidator (1964)
- Understrike (1965)
- Amber Nine (1966)
- Madrigal (1967)
- Founder Member (1969)
- The Airline Pirates aka Air Apparent (1970)
- Traitor's Exit (1970)
- Killer for a Song (1976)

### Derek Torry Romane (novel)
- A Complete State of Death (1969)
- Corner Men (1974)

### Professor Moriarty Romane (novel)
- Return of Moriarty (1974)
- Revenge of Moriarty (1975)
- Moriarty (2008)

### Herbie Kruger Romane (novel)
- Nostradamus Traitor (1979)
- Garden of Weapons (1980)
- Quiet Dogs (1982)
- Maestro (1993)
- Confessor (1995)

### James Bond Romane (novel)
- Licence Renewed („Kernschmelze“)
- For Special Services („Der Kunstsammler“)
- Icebreaker („Eisbrecher“)
- Role of Honour („Eine Frage der Ehre“)
- Nobody Lives Forever („Niemand lebt ewig“)
- No Deals Mr. Bond („Das Spiel ist aus“)
- Scorpius („Scorpius“)
- Win, Lose or Die („Flottenmanöver“)
- Licence to Kill („Lizenz zum Töten“, 1989) – Romanfassung des Drehbuchs
- Brokenclaw („Operation Jericho“)
- The Man From Barbarossa („Der Mann von Barbarossa“)
- Death is Forever („Nur der Tod währt ewig“)
- Never Send Flowers („Lass niemals Blumen sprechen“)
- Seafire („Operation Seafire“)
- GoldenEye („GoldenEye“, 1995) – Romanfassung des Drehbuchs
- Cold („Kalt“)

### The Railton family Romane (novel)
- Secret Generations (1985)
- The Secret Houses (1988)
- The Secret Families (1989)

### Detective Sergeant Suzie Mountford Romane (novel)
- Bottled Spider (2002)
- The Streets of Town (2003)
- Angels Dining at the Ritz (2004)
- Troubled Midnight (2005)
- No Human Enemy (2007)

### Sonstige Werke
- Hideaway (1968) – Sammlung von Kurzgeschichten
- The Censor (1970)
- Every Night's a Bullfight (1971)
- Assassination File (1974) – Sammlung von Kurzgeschichten
- To Run a Little Faster (1976)
- The Werewolf Trace (1977)
- The Dancing Dodo (1978)
- Golgotha (1980)
- Garden of Weapons (1980)
- The Director (1982)
- Flamingo (1983)
- Day of Absolution (2001)